# إس جي إن (شركة)
إس جـي إن SGN (سابقا باسم سكوشيا غاس نيتووركس) هي شركة إمداد غاز في المملكة المتحدة تدير الشكبة التي تمد بالغاز الطبيعي والبيئي إلى حوالي 5.9 مليون منزل ومنشأة تجارية عبر سكوتلندا وجنوب إنجلترا. 
ووفق تقارير عام2014/2015 فالشركة تمتلك أكثر من 71000 كم من الأنابيب. وفي نفس الفترة أنفقت الشركة حوالي 500 مليون جنيه إسترليني على تطوير الشبكة. 